# Municipio de Colerain (condado de Lancaster)
El municipio de Colerain (en inglés: Colerain Township) es un municipio ubicado en el condado de Lancaster en el estado estadounidense de Pensilvania. En el año 2000 tenía una población de 3.261 habitantes y una densidad poblacional de 43.7 personas por km².

## Geografía
El municipio de Colerain se encuentra ubicado en las coordenadas 39°52′00″N 76°07′35″O / 39.86667, -76.12639.

## Demografía
Según la Oficina del Censo en 2000 los ingresos medios por hogar en la localidad eran de $47,008 y los ingresos medios por familia eran de $50,545. Los hombres tenían unos ingresos medios de $31,917 frente a los $23,553 para las mujeres. La renta per cápita de la localidad era de $15,626. Alrededor del 11,4% de la población estaba por debajo del umbral de pobreza.